# Дутчак Владислав Васильович
Владислав Васильович Дутчак (позивний — Доцент; 30 червня 1975, м. Жовті Води, Дніпропетровська область) — український педагог, історик, військовослужбовець, лейтенант 12-ї БрСпП «Азов» Національної гвардії України, учасник російсько-української війни. Кандидат філософських наук (2005). Кавалер ордена «За мужність» III ступеня (2022).

## Життєпис
Владислав Дутчак народився 30 червня 1975 року у місті Жовтих Водах на Дніпропетровщині.
Працював викладачем у інституті «Стратегія».
Співпрацював з «Національним корпусом». У 2017 році Микола Кравченко («Крук») запросив його читати лекції з військової історії України та світу для особового складу «Азову». 2021 року підписав контракт із тоді ще полком; продовжив читати лекції.
У травні 2022 року потрапив у російський полон після виходу українських захисників із «Азовсталі» у Маріуполі. Тоді російські пропагандисти в нього запитали, чи брав він участь у бойових діях, Владислав Дутчак відповів так:
|  | Безпосередньо ні, тому що я відповідаю за гуманітарну складову. Я читаю лекції для особового складу. Позивний мій «Доцент». Це були лекції по військовій історії світу, а також по військовій історії України. Це була гуманітарна підготовка і налаштування солдата, особового складу до критичного мислення. |

21 вересня 2022 року звільнений з російського полону .
Засновник освітньо-популярного проєкту — YouTube-каналу «Доцент Знає» .

## Нагороди
- орден «За мужність» III ступеня (13 жовтня 2022) — за особисту мужність і самовідданість, виявлені у захисті державного суверенітету та територіальної цілісності України, бездоганне служіння Українському народові, вірність військовій присязі[4].